# Преследование Д. Б. Купера
«Преследование Д. Б. Купера» (англ. The Pursuit of D.B. Cooper) — приключенческий триллер американского режиссёра Роджера Споттисвуда, выпущенный в 1981 году. Сюжет основывается на предположениях и догадках о Д. Б. Купере, известном преступнике в США, угнавшем самолёт Boeing 727-51.
Изначально режиссёром должен был быть Джон Франкенхаймер, который успел снять одну сцену и впоследствии был заменён. В одном из интервью он называл работу над фильмом «худшим опытом в своей жизни».

## В ролях
| Актёр           | Роль                                                           |
| --------------- | -------------------------------------------------------------- |
| Трит Уильямс    | авантюрист Д. Б. Купер (наст. имя — Джим Мид)                  |
| Кэтрин Харольд  | жена Джима Ханна Мид                                           |
| Роберт Дюваль   | отставной армейский сержант / страховой следователь Билл Грюэн |
| Пол Глисон      | бывший сослуживец Джима Рэмсон                                 |
| Р. Г. Армстронг | Демпси                                                         |
| Николас Костер  | Эйвери                                                         |
| Купер Хукаби    | Гомер                                                          |
| Майкл О’Хара    | владелец автомобиля                                            |
| Кристофер Карри | хиппи                                                          |

## Критика
Авторитетный критик Винсент Кэнби («The New York Times») негативно отозвался о фильме, отметив при этом сильный актёрский состав.